# Křtomil
Křtomil (en allemand : Krestomil) est une commune du district de Přerov, dans la région d'Olomouc, en République tchèque. Sa population s'élevait à 421 habitants en 2020.

## Géographie
Křtomil se trouve à 3,6 km à l'est-nord-est du centre de Bystřice pod Hostýnem, à 19 km au nord-est de Přerov, à 34 km au sud-est d'Olomouc et à 242 km à l'est-sud-est de Prague.
La commune est limitée par Lipová à l'ouest et au nord, par Bystřice pod Hostýnem à l'est et au sud.

## Histoire
La première mention écrite de la localité date de 1365.

## Transports
Křtomil se trouve à 4 km de Bystřice pod Hostýnem, à 13,7 km de Přerov, à 39,5 km d'Olomouc et à 299 km de Prague.